# Елизабеттаун (Пенсилванија)
Елизабеттаун (енгл. Elizabethtown) град је у америчкој савезној држави Пенсилванија.

## Демографија
По попису из 2010. године број становника је 11.545, што је 342 (-2,9%) становника мање него 2000. године.
| Група             | 2000.          | 2010.          |
| Белци             | 11.349 (95,5%) | 10.734 (93,0%) |
| Афроамериканци    | 107 (0,9%)     | 141 (1,2%)     |
| Азијати           | 146 (1,2%)     | 132 (1,1%)     |
| Хиспаноамериканци | 172 (1,4%)     | 381 (3,3%)     |
| Укупно            | 11.887         | 11.545         |